# Калешин, Игорь Сергеевич
И́горь Серге́евич Кале́шин (род. 29 мая 1983, Майкоп, СССР) — российский футболист, защитник.

## Карьера
Воспитанник майкопского футбола. В 2001—2002 годах защищал цвета «Дружбы». В 2003 году в составе тольяттинской «Лады» стал полуфиналистом Кубка России. В 2004 году перешёл в «Волгарь-Газпром». 2007 год провёл в «Газовике». В 2008 году подписал контракт с «Черноморцем». В 2010 году пополнил ряды «Тюмени». В 2011 году вновь защищал цвета «Черноморца». С 29 декабря 2011 года вернулся в «Волгарь». В июне 2013 года подписал контракт с «Арсеналом», в составе которого провёл 17 матчей в Премьер-лиге. Завершил карьеру в 2017 году в «Сочи».

## Достижения
- Серебряный призёр Первого дивизиона (2): 2013/14, 2015/16
- Серебряный призёр Второго дивизиона (3): 2004 (зона «Юг»), 2007 (зона «Урал-Поволжье»), 2010 (зона «Урал-Поволжье»)

## Личная жизнь
Женат на Анастасии. 11 мая 2010 года родился сын Прохор. Двоюродные братья Виталий и Евгений, дядя Игорь Викторович и дед Виктор Михайлович — также были футболистами.